# Бурундук и Ёжик
«Бурундук и Ёжик» (кор. 다람이와 고슴도치 Тарамива Косымдочхи) — северокорейский мультсериал, снятый Корейской студией мультипликационных фильмов имени 26 апреля и транслировавшийся с 1977 по 2012 год, прежде чем быть приостановленным для продолжения другого мультсериала «Юный полководец». Тем не менее, несмотря на завершённость последнего в 2019 году, вестей о новых сериях «Бурундука и Ёжика» на данный момент нет. В настоящее время сериал повторно транслируется на Центральном телевидении Кореи с июля 2023 года по случаю 46-летия шоу.
Несмотря на то, что в мультсериале присутствуют убийства, взрывы и перестрелки, он ориентирован преимущественно на детскую аудиторию.
Существуют также адаптация (по сути, переозвучка) на английском и испанском языках к первому сезону мультсериала, под названиями Brave Soldiers и Soldados Valientes («Храбрые солдаты») соответственно.

## Сюжет
Действие мультсериала (как оригинала, так и адаптации) разворачивается в мире, населённом антропоморфными животными. Однако, в адаптации, в отличие от оригинала, и несмотря на то, что даже в синопсисе прописана нереальность её мира, можно уловить скользкие упоминания о реальных странах (например, в четвёртой серии упоминается Древний Египет, а в шестой — Япония и Китай).

### Оригинал
Животные Цветочного Холма ведут неравную борьбу с соседями-агрессорами. В начале сюжета Цветочный Холм защищал медведь, но однажды враги споили его (по умолчанию змеиным вином), и животные, обитавшие на Холме, остались без защиты. После очередного нападения они решают взять оборону в свои руки и своими действиями (в основном, разведчиков) уравнивают свои шансы на победу, раз за разом нанося врагам поражение. И это всё они делают ради благой цели: спасения их Родины и её жителей.
История разделена на два сезона, а сам сюжет разворачивается вокруг двух друзей-бурундуков Кымсэги и Чульдарами, причём как по отдельности, так и вместе, которые проникают в ряды противника в качестве шпионов, чтобы раскрывать коварные планы и разрушать оружия массового поражения врагов, а также неоднократно ставить свои жизни под угрозу. Однако, по ходу действий мультсериала, персонажи, что окружают Кымсэги заменяются на других, в виду их утраты.

#### Сезон I
В течение всего первого сезона Цветочный Холм, благодаря вышеописанным разведчикам, противостоит агрессивным действиям со стороны колонков, ворон и мышей, входящих в объединённую армию, во главе которой стоит Верховный Главнокомандующий. Первым, в качестве разведчика начинает действовать Чульдарами, а потом уже Кымсэги. Благодаря деятельности первого, Верховный Главнокомандующий потерпел своё первое сокрушительное поражение.
Спустя некоторое время, по воле случая Кымсэги, в качестве шпиона, присоединяется к Верховному Главнокомандующему, а Чульдарами к Начальнику Штаба, который предал своего бывшего вождя.
В течение ещё какого-то времени колонки и мыши были оттеснены и почти изгнаны с континента, но при этом они не оставили своих агрессивных устремлений по отношению к Цветочному Холму. Наряду с привычной деятельностью, Кымсэги (ставший начальником охраны, а затем и спецадъютантом) и Чульдарами (ставший командиром полка пушек «Крот») должны ещё бороться с угрозами их разоблачения в лице братьев-мышей: Мульманчхо и Вегвипхари, которые намного умнее других представителей своего вида, и которые с первой же встречи догадались, что Кымсэги и Чульдарами — шпионы Цветочного Холма, а также сумевшие донести до некоторых колонков эту информацию. И всё бы ничего, только вот мыши-братья намного более живучи чем другие из их вида, а также упорны и не сдаются, не взирая на то, что терпят поражения за поражением.
В конце концов бравых разведчиков раскрывают, но это мало переломило ситуацию. В конечном итоге, благодаря усилиям первых, Верховный Главнокомандующий и большая часть его армии оказываются уничтожены.

#### Сезон II
Разгромив объединённую армию, разведчики возвращаются домой только для того, чтобы понять, что оставшиеся в живых колонки и мыши продолжают вредить Цветочному Холму, а ещё столкнутся с новой угрозой в виде волков, во главе с Сынняни, живая сила и орудия которых во многом превосходят своих предшественников.
Выжившие в ходе чистки главного острова Мульманчхо и Вегвипхари также присоединяются к волкам, чтобы отомстить разведчикам за всё и в ходе спецоперации похищают крота-учёного и выводят из игры Чульдарами. Кымсэги приходится вновь проникнуть в стан врага, причём как к остаткам объединённой армии, так и к волкам и при этом наставлять юное поколение разведчиков, куда вошёл и его младший брат, Памсэги, который, по сути, стал заменой Чульдарами.
В центре сюжета находится похищение врагами доктора Тудоджи, того самого крота, и попытка его вызволить…

### Адаптация
В Brave Soldiers отличие от классического сюжета наблюдается с 5 серии: территория аналога Цветочного Холма оказалась захвачена неприятелем, а часть населяющих его животных (в частности, белки, ежи и утки) ушли в подполье и организовали сопротивление, известное как Альянс, чтобы бороться против диктатуры колонков, благодаря шпионам в рядах противника.

## Персонажи

### Положительные

#### Цветочный Холм
Цветочный Холм (꽃동산 Ккоттонсан) — родина главных героев. Населён бурундуками, ежами, утками и другими животными. В Brave Soldiers имеет несколько иное название, Долина Лотоса (Lotos Valley) и её Альянс (что в контексте адаптации являются практически синонимами).

##### Бурундуки
Одна из рас, живущая в большинстве своём в одноименной деревне, на территории Цветочного Холма. По умолчанию, являются азиатскими бурундуками. Отличительной особенностью, помимо рыжей шерсти, является коричневая полоса на всю спину, как отпечатки пальцев. Кроме того, у них округлые головы, большие глаза и пушистые хвосты. Бурундуки усердны, трудолюбивы, и жизнерадостные существа, которые тем не менее, яростно преданы Цветочному Холму, не говоря уже о их собственной деревне. Они также очень эмоциональны и часто демонстрируют свою привязанность к друзьям и семье. После столкновений с полевыми мышами, солдаты и, особенно шпионы, чтобы придать себе вид полевых мышей, принялись использовать белые накладные бороды, что впоследствии стало модой и у гражданских. В Brave Soldiers зовутся белками и белками-летягами.
- Кымсэги (금색이, уменьшительное от 금색다람이 Кымсэктарами; Рыжик) — главный герой мультсериала. Разведчик и шпион Цветочного Холма, внедрённый в армию мышей и колонков. Начальник охраны Главнокомандующего, в одиннадцатом эпизоде был повышен до спецадъютанта. Лидер отряда «Ландыш». Он умён, решителен, находчив и осторожен, готов на всё, чтобы защитить Цветочный Холм и своих друзей. Однако с врагами он холоден и беспощаден. Владеет навыками стрельбы и рукопашного боя, которые превосходят таковые у простых солдат. Также демонстрирует навыки выживания и выхода из любых трудностей, подстроенных врагами. Его полное имя в переводе с корейского означает «золотой бурундук», а сокращение «золото» или «золотой». Озвучили Вон Джон Сук (серии 5—31), Хо Гён Хи (серия 32).
  - В Brave Soldiers имеет имя Джинио (Ginio) и приходится Кайо (Чульдарами) родным братом. Основной аналог Кымсэги в адаптации и главный её герой;
  - Кроме того, другой аналог Кымсэги появился в 3-5 эпизодах адаптации и носил имя Сэмо (Sammo). К тому же он дядя Джинио и Кайо.
- Памсэги (밤색이; уменьшительное от 밤색다람이 Памсэктарами; Каштанчик) — младший брат Кымсэги. Впервые появился в седьмой серии мультсериала в качестве камео, но полноценную роль получил во втором сезоне. Является помощником Доктора Тудоджи. Заменяет Чульдарами, после того как последний получил ранение, спасая его в 27 серии. Его полное имя, в переводе с корейского означает «бурый бурундук», а в сокращении «каштановый». Озвучила Рим Ын Ён.
  - Смог также мелькнуть в Brave Soldiers, где его назвали Мину (Minu).
- Чульдарами (줄다람이, уменьшительное от 줄무늬 다람이 Чульмуне тарами; Полосатик) — ещё один разведчик, друг и напарник Кымсэги. Отличительной чертой является наличие двух параллельных полосок на хвосте. Занимает в рядах противника должность полковника, однако сначала он служил в рядах Начальника Штаба и только потом присоединился к Главнокомандующему, став его «верным» союзником. В 23 серии, после предполагаемой смерти Кымсэги, был повышен Главнокомандующим до простого адъютанта. По характеру идентичен своему напарнику, но во время миссий иногда проявляет ещё большую твердость, чем Кымсэги. Также проявляет большую решительность и физическую силу чем последний, хотя часто на эмоциях. В двадцать седьмой серии получает огнестрельное ранение от Мульманчхо, стараясь защитить Памсэги. Дальнейшая судьба Чульдарами остаётся неизвестной. Его имя в переводе с корейского значит «полосатый бурундук». Озвучили Ким Тэ Рён (серии 10-13, 17), Вон Джон Сук (серия 15), Рим Бок Хи (с 18 серии).
  - В Brave Soldiers имеет имя Кайо (Kaio) и приходится Джинио (Кымсэги) братом-близнецом;
  - В 3-4 серии адаптации также имеет имя Симо (Simoe) и являлся другом и напарником Сэмо;
  - Кроме вышеописанного, во 2 и 3 эпизодах был ещё один аналог — Луко (Luco).

##### Ежи
Одна из рас, живущая в Цветочном Холме. По умолчанию, являются амурскими ежами. Изображаются как сильные и решительные существа, которые превыше всего ценят военную дисциплину. Их редко можно увидеть не в военной форме, они постоянно тренируются и готовятся к тому, чтобы остановить следующую предполагаемую угрозу, которая приближается к ним. Кроме дисциплины, ежи очень точные и меткие, и помимо обращения с оружием могут использовать свои иглы как дротики (при этом непонятно, как они их вырывают), а сворачиваясь в клубок, могут сойти за каштановый орех, отличием которого от настоящего является лишь более крупный размер этих «плодов».
- Косымдочхи (고슴도치; Ёжик) — товарищ Кымсэги и Чульдарами, также состоит в отряде «Ландыш». В 9 серии, ценой собственной жизни уничтожает базу на Акульем острове. Озвучила Вон Нён Джу. В Brave Soldiers имеет несколько аналогов:
  - Тисизио (Thisizio) — напарник Луко (Чульдарами), но в отличие от него появлялся с 1 по 3 серии;
  - Родия (Rodia) — является уже ежихой, к которой Джинио (Кымсэги) испытывает чувства. Появляется с 7 по 9 серии.
- Ындочхи (은도치; Дымок) — младший брат Косымдочхи, появившийся во втором сезоне. Его имя в переводе с корейского означает «серебряный ёж». Озвучила Цой Хён Ха.
- Косымдочхи II (далее просто Косымдочхи) — ёж, впервые появившийся в 15 серии и, по сути заменивший погибшего Косымдочхи. Сначала был отправлен на помощь Чульдарами в раскрытии планов и ареста Экку. Позже, на пару с Мурори спасал Кымсэги, ещё позднее напару с Чульдарами и Мурори уничтожили базу «Осётр» и в итоге они участвовали в финальном сражении против Главнокомандующего. В общем, несмотря на всё вышеописанное является второстепенным персонажем, нежели его предшественник. После возвращения в Цветочный Холм, дальнейшая судьба Косымдочхи неизвестна. В Brave Soldiers имеет два аналога и все женские:
  - Пэмбиа (Pambia) — давняя знакомая Кайо (Чульдарми), только во второй половине 14 и первой половине 15;
  - Кулина (Kulina) — все остальные появления.

##### Утки
По умолчанию, являются утками криковой породы. Они очень быстро осваивают новые методики противостояния врагам и технологии, но физически слабы по сравнению с бурундуками и ежами. Однако самые проворные и гибкие из трёх.
- Мурори (물오리; Кряк) — селезень, друг главных героев. Получил тяжёлую травму от подрыва Мульсаджо в 14 эпизоде, но выжил и после выздоровления ещё не раз помогал главным героям. Умело маскируется под ворону (за исключением 14 эпизода). Озвучила О Рю Гён.
  - В Brave Soldiers имеет то же имя, что и в озвучке Сыендука, Кряк (Quack) и в отличие от своего аналога погиб при подрыве, что стало для Кайо (Чульдарами) тяжким ударом;
  - Нарино (Narino) — аналог Мурори, появившийся с 22 серии и продержавшийся до финала. Напару с Кулиной (Косымдочхи) помогал Кайо (Чульдарами) и Джинио (Кымсэги).
- Муранге (물안개) — селезень, морпех Цветочного Холма. Его первым и последним появлением была 20 серия, где он помешал диверсантам уничтожить РЛС и ценой собственной жизни взорвал флагманский корабль флота колонков. Его имя, в переводе с корейского, означает «водяной туман».
  - В Brave Soldiers имеет, скорее прозвище, чем имя Белопёрый (Whitefeather).

##### Прочие
- Дядюшка Миша (곰아저씨 Ком-аджосси) — медведь-защитник Цветочного Холма, его участием в первой серии всего сериала КНДР, вероятно, хотела показать, что она не нуждается в помощи СССР. Эпизодически появлялся в более поздних сериях.
  - В Brave Soldiers имеет имя Сансорсо (Sansorso).
- Доктор Тудоджи (두더지 박사; Крот) — крот, учёный Цветочного Холма, одетый в коричневый деловой костюм. Страдает близорукостью, из-за чего носит очки. Был схвачен Мульманчхо и доставлен Командиру Сынняни. Сюжет первых серий второго сезона и пока последних серий мультсериала крутится вокруг его похищения врагом и попыток его спасти.

### Отрицательные

#### Объединённая армия колонков, ворон и мышей (О. А. К. В. М.)
Являются главными антагонистами первого сезона. С 4 серии раскололась на верных Главнокомандующему и мятежную группировку Начальника Штаба, но в конечном итоге они, конечно, объединились. Благодаря действиям разведчиков Цветочного Холма их армии потерпели немало поражений и в конечном итоге большая их часть была уничтожена в 26 серии. Часть оставшихся мышей присоединилась к армии волков, в то время как другая часть и, в большинстве своём, колонки, стали врозь, хоть и пытаются заключить альянс с волками. Однако лишь один колонок находится в волчьих рядах.

##### Армиямышей
Грызуны с длинными хвостами, ростом с среднестатистического жителя Цветочного Холма и антиподы бурундуков. Делятся на два подвида: домовые и полевые мыши. Первые — самый распространенный вид, имеют серую шерсть, не слишком умные и слабые (исключение составляет Мульманчхо: хоть он не очень силён, но явно умнее большинства мышей). Вторые гораздо менее многочисленны, но, все без исключения, имеют резцы, выглядящие как клыки, более сообразительны, чем домовые, и благодаря рыжему окрасу с коричневыми полосками очень похожи на бурундуков. Этим и воспользовались Кымсэги и Чульдарами, выдавая себя за полевых мышей. Ежи, при необходимости, могут сойти за домовую мышь (яркий пример Косымдочхи). И тот, и другой вид мышей безынициативны, раболепны и практически не пытаются изменить своё положения в рядах колонков, что также говорит об отсутствии социальных навыков у большинства из представителей и неспособность втираться в доверие. Также трусливы, но обыкновенные всегда атакуют большими группами, где могут проявлять видимость смелости и в некотором роде агрессии, но такую очень легко подавить силовыми методами. Способны прорывать под землёй тоннели на многие километры и часто, но не всегда управляют транспортными средствами. После Полевой мыши № 6 (и следовательно после 7 эпизода), представители его вида мало чем стали отличаться от домовых, за исключением тех же клыков. В Brave Soldiers домовые мыши зовутся крысами, а полевые то серыми лисицами, то белками-летягами.
- Мульманчхо (물망초; Лютик) — мышь-разведчик, отличительными чертами которого являются очки (по причине близорукости) и более острые, как у полевых, резцы, которые выглядят как клыки. Он гораздо умнее, хитрее и коварнее, чем другие представители его вида и несмотря на фактическое положение слуги и исполнителя во вражеских силах, является главным антагонистом всего мультсериала. С момента своего появления догадался, что Кымсэги является шпионом Цветочного Холма, потом, к середине I сезона, он узнал то же самое о Чульдарами и неоднократно пытался раскрыть их истинную сущность. Однако чрезмерное высокомерие, наряду с его раздутым эго приводит к тому, что Мульманчхо зачастую недооценивает своих врагов, что и является основной причиной его неудач, хотя иногда завершает миссии с половинным успехом. Мульманчхо — мастер маскировки, также иногда демонстрирует навыки рукопашного боя и стрельбы, достойные похвалы, но его умения против вражеских разведчиков просто жалки, из чего и вытекает его трусость и потребность подчиняться сильнейшим. Но, несмотря на свои недостатки, Мульманчхо очень упорный в достижении поставленных ему целей, что делает его самым стойким из всех злодеев мультсериала, однако действует против Цветочного Холма, в основном, в своих интересах, при этом не заботясь об общем успехе союзников. Мульманчхо долгое время, вместе со своими младшими братьями Вегвипхари и Мульсаджо, поддерживал Начальника Штаба и его сторонников (Командира мятежной группы, Экку, Манкхо, Комынджокчеби), но в конце концов, вместе с выжившим братом и Комынджокчеби, стали сторонниками Верховного Главнокомандующего. В 19 серии, в ходе очередной стычки с Кымсэги лишается хвоста, после чего воспылал желанием отомстить бурундуку и непосредственно всему Цветочному Холму. После поражения армии Главнокомандующего перешёл вместе с братом на службу в армию волков. Его имя в переводе с корейского означает «незабудка». Озвучили Ким Тхэ Рён (серии 6, 12—26) и Рим Бок Хи (с 28 серии).
  - В Brave Soldiers имеет имя Спитц (Spitz) и не приходится братом ни аналогу Вегвипхари, ни таковому Мульсаджо. Кроме того, основной аналог Мульманчхо в адаптации;
  - В 21-22 сериях являлся аналогом по имени Фрэзо (Frezo), который изображён не слишком умным, но храбрым.
- Вегвипхари (외귀팔이; Одноух) — мышь с одним ухом, младший брат Мульсаджо и Мульманчхо. В отличие от последнего, более прямолинейный и наивный в способах противоборства разведчикам, за что нередко получает от брата, но, несмотря на это, остаётся верен ему. Он не очень умён, но хотя явно поумнее большинства мышей, и несмотря на миловидную внешность, не менее жесток, кровожаден и импульсивен, чем его старший брат, а также физически сильнее его. После поражения армии Главнокомандующего перешёл, вместе с братом, на службу в армию волков. Его имя в переводе с корейского значит «одноухий». Озвучила Ли Ын Джу.
  - В Brave Soldiers имеет имя Вильзо (Vilzo) и не приходится братом Спитцу (Мульманчхо), зато остается братом Больцо (Мульсаджо).
- Мульсаджо (물사조) — мышь, диверсант-водолаз. Появился в 8 серии и вплоть до своей смерти помогал своим братьям, Мульманчхо и Вегвипхари. Отличительной чертой является то, что вместо солдатской рубахи одет в пурпурную футболку с фиолетовыми полосками и рваными рукавами, такого же цвета. Был убит в 14 серии разведчиком Мурори, который выдернул чеку из гранаты, висевшей на груди Мульсаджо, во время схватки под водой. Его имя в переводе с корейского означает «водяной бриз». Также, выяснилось, что за несколько мгновений до гибели Мульсаджо, Экку назвал его Оллюксячи, что в переводе означает «полосатая рубашка».
  - В Brave Soldiers имеет имя Больцо (Bolzo) и не является братом Спитца, зато остаётся братом Вильзо.
- Полевая мышь № 6 — разведчик, направленный в 6 серии для инсценировки покушения на Командующего. Пойман в 7 серии.
  - В Brave Soldiers носит имя Сантос (Santos).
- Полевая мышь № 2 — разведчик, один из первых засланных в тыл бурундукам. Появился во второй серии, при попытке захвата бежал, но был ранен, и всё-таки добрался до Главнокомандующего. Вновь появляется в 4 серии, где разоблачает Кымсэги перед Главнокомандующим, перед этим встретившись с Начальником Штаба и доложив что Главнокомандующий выжил. Погиб при попытке вытащить из пистолета магазин (он не знал того, что Начальник Штаба подменил диктофон, спрятанный в пистолет, на взрывчатку). Своей гибелью обеспечивает прикрытие Кымсэги. В Brave Soldiers имеет два аналога:
  - Дорк (Dork), серый лис который выполнял обязанности своего классического аналога;
  - Зорк (Zork), является уже летягой. Отступник, предавший Долину Лотоса. В конечном итоге разделяет судьбу классического аналога.
- Токкаси (독가시) — мышь, шпион, командир одноименного отряда ведущий свою деятельность на территории Цветочного Холма. Его имя в переводе с корейского означает «ядовитый шип».

##### Армияколонков
Хищные млекопитающие, в полтора, а то и в два раза выше жителей Цветочного Холма и представляющие собой антиподов ежей. Ноги короче передних лап, что компенсируется вытянутым телом. Подавляющее большинство этого народа коварны и хитры. Ненавидят Цветочный Холм, который упорно оказывает им сопротивление. Также подавляющее их большинство довольно горды и заносчивы, и поэтому считают, что могут вести себя так, как им вздумается, но это также является и слабостью. Колонки обладают аурой лидерства и руководят мышиными отрядами, но несмотря на большую силу, довольно трусливы, причём по сравнению с теми же мышами даже больше. Также, помимо колонков, зовутся хорьками, ласками, выдрами или солонгоями, в зависимости от перевода.
- Верховный Главнокомандующий (족제비대장; также просто Главнокомандующий, что несколько пренебрежительно) — лидер армии колонков и, фактически, объединённой армии. Главный антагонист первого сезона мультсериала. До пятой серии носил лишь жёлтую военную форму, начиная с пятой серии, поверх неё начал носить чёрное пальто с пурпурными манжетами, подолом и подкладкой, а также треугольный медальон с изумрудом, который является ключом к его подводной базе «Осётр». Он изображен как очень хитрое и коварное, а также беспощадное существо, при этом трусливое и нередко прикрывающее свою истинную натуру показным дружелюбием. Однако из-за чрезмерного самомнения и многочисленных позволений не слишком эффективно руководит своими солдатами. Планирует захватить Цветочный Холм, но это постоянно откладывается из-за действий мятежных группировок внутри армии и разведчиков, ликвидировавших его способных военачальников одного за другим, выставляя их предателями. В 24 эпизоде отдаёт приказ избавиться от Кымсэги для того, чтобы сохранить секретность спецоперации. В 26 эпизоде Верховный Главнокомандующий узнаёт, что Чульдарами и Кымсэги — шпионы, после чего пытается покончить с Цветочным Холмом, запустив «Мухоморы» (бомбы, накаченные ядовитым газом), но из-за действий разведчиков этому не было суждено случиться. В итоге, именно трусость и погубит Главнокомандующего, предпринявшего попытку сбежать, забыв про огнемёт на своей спине, куда Кымсэги и выстрелил.
  - В Brave Soldiers имеет имя Малагато (Malagato), где является диктатором, носящим титул Великий Вождь, и главным антагонистом всей адаптации. В отличие от классического аналога, покорил Долину Лотоса и всех её обитателей, где правит, как и на всех подконтрольных ему территориях, посредством террора и пропаганды, заботясь о том, чтобы подданные считали его мирным правителем и не чурающимся использовать Долину Лотоса как испытательный полигон. Страстно желает уничтожить повстанческий альянс, как последний оплот сопротивления его власти. Данное имя в переводе с итальянского означает «плохой кот», но не исключено, что имя также произошло от горы Малага. И ещё в 4 серии адаптации, и только, его имя носит персонаж, который в оригинале является Начальником Штаба;
  - Модель главнокомандующего из 1-4 классических серий была использована с именем Неро;
  - В той же четвёртой серии персонаж Главнокомандующего имел имя Местиа (Mestia).

###### Лояльные Главнокомандующему
- Хинджокчеби (흰족제비) — учёный-конструктор, командир базы «Осётр». Впервые появился в 23 серии, где в ходе потасовки на базе «Осётр» был ранен и чуть не погиб от ядовитого газа. После гибели Главнокомандующего занял его место и стал командиром колонков, которые не присоединились к армии волков. Пожилой колонок с белой шерстью, в лабораторном халате, со второго сезона в военной форме, также имеет трость, на которую опирается при ходьбе. По словам одного из своих подчинённых тактически некомпетентен. Его имя в переводе с корейского означает «белый колонок».
  - В Brave Soldiers носит имя Иреджи (Eregie) и выполняет ту же роль, что и классический аналог.
- Колонок-адъютант (족제비보좌관) — Брат Верховного Главнокомандующего, похожий на него, как две капли воды, из-за чего может выступать как его двойник. Впервые появился в пятой серии и отправился на фестиваль в Цветочный Холм, для инсценировки покушения на Главнокомандующего. Вновь объявился во втором сезоне, став адъютантом при командире Сынняни.
- Первый командир разведки — заместитель Верховного Главнокомандующего и вообще его правая рука, который вплоть до своей смерти был верен последнему. Колонок в зелёной униформе с белым прямоугольником на каске. Коварен и хитёр, что не удивительно. Также имеет высокий интеллект и догадливость и, в отличие от большинства колонков обладает недюжинной храбростью, граничащей с безрассудством, что его и погубило. Впервые появился в первой серии, где командовал отрядами мышей, разорявших деревню кур и захватом деревни бурундуков и преследованием Кымсэги и Косымдочхи, в результате которого упал с «живого» моста из уток в реку и повредил шею, но выжил. Во второй серии придумал план по заброске полевых мышей в вражеский тыл. Со второй серии разоблачил Чульдарами и взял его на мушку, но чуть позже, в третьей серии, был убит разведчиком Косымдочхи.
  - В Brave Soldiers имеет имя Деймон (Daemon) и является правой рукой Неро (Начальника Штаба).

###### Колонки из Группировки Начальника Штаба (Г. Н. Ш.)
- Начальник Штаба — Лидер мятежной группировки. Хитер и суров, а также горд и заносчив, желает убить Главнокомандующего, чтобы занять его место во главе армии. Однако, он весьма труслив, так как отступил почти сразу после начала операции «Крот» и боялся, что Главнокомандующий убьет его за это. Между 4 и 5 сериями перебрался с верными ему подразделениями на Скалистую гору, откуда и забрасывал под нос Главнокомандующего своих сторонников. После разгрома части его армии, встретил Кымсэги в качестве посланника от Главнокомандующего, но позже получил информацию от Мульманчхо, что Кымсэги — шпион. Арестовал Кымсэги с верными ему мышью и двумя колонками-телохранителями и сообщил об этом Главнокомандующему, что оказалось большой ошибкой, так как со стороны последнего было только недоверие, которое усилилось после уничтожения базы на Акульем острове. Был схвачен Кымсэги и доставлен Верховному Главнокомандующему в 10 серии, а чуть позже, в 11 серии, был убит Мульманчхо по приказу Экку.
  - В Brave Soldiers носит имя Неро (Nero) и выполняет ту же роль, что и классический аналог. Однако в адаптации, в первых трёх сериях, его имя носит тот, кто в оригинале является Верховным Главнокомандующим. Из этого следует что он командовал первыми попытками захватить Долину Лотоса, которые завершились провалом. После поражения от сил Долины Лотоса отвернулся от Малагато и вернулся на Родину под названием Нортленд (букв. Северная земля), где быстро стал лидером, где несмотря на формальную преданность Малагато, готовил государственный переворот, на который подбил многих жителей своей Родины. Также, в английской версии, в первых трёх эпизодах, его имя звучит как Неттлс (Nettles — крапива).
- Экку (애꾸) — командир спецопераций, сторонник Начальника Штаба. Имеет один глаз, на втором повязка. Одет в полосатый красно-розовый свитер, чёрные штаны и сапоги, хотя в четвёртом эпизоде на нём была зелёная солдатская униформа. Имеет огромный опыт в боксе и реслинге. По сравнению с другими колонками полноват и мал ростом, но всё же остается выше жителей Цветочного Холма. После пленения, а вскоре и смерти, Начальника Штаба занял его место. Несмотря на рыхлый внешний вид, весьма силён и быстр, но предпочитает убегать от прямого боя, если имеется такая возможность. Знал, что Кымсэги — шпион и во время его второго визита несколько раз безуспешно пытался убить спецадъютанта, в результате чего Экку пришлось скрываться от него. Был схвачен вместе с Мульманчхо и Вегвипари, но получил прощение от Верховного Главнокомандующего, который также назначил его Командиром разведки, и в 15 эпизоде был вместе с Чульдарами (к недовольству Экку) отправлен в Заячью деревню, чтобы получить разведданные от Токкаси. Тогда же узнал, что Чульдарами — вражеский шпион и чуть не убил его путём вызова лавины. Однако Экку недооценил живучесть и стойкость разведчика и был расстрелян последним. Его имя в переводе с корейского значит «одноглазый».
  - В Brave Soldiers имеет имя Блэкфолд (Blackfold) и первоначально не доверял никому кроме Малагато. Из-за этого не очень понятно, почему он примкнул к Неро.
- Командир мятежной группы — командир разведки, диверсант. Командовал повстанцами Паучьей пещеры. Действиями Кымсэги был выставлен предателем, после чего вся его группа была уничтожена. В отчаянии попытался пристрелить Главнокомандующего, но был вовремя добит Кымсэги.
  - В Brave Soldiers имеет имя Драго (Drago).
- Комынджокчеби (검은족제비) — младший брат Экку, врач в госпитале, одновременно с этим сторонник Начальника Штаба. Вступил в игру, после того, как Чульдарами убил его брата. Завербовал Мульманчхо и Вегвипхари, неоднократно давал им поручения и инструкции для того, чтобы раскрыть истинные личности Кымсэги и Чульдарами, одновременно планировал свергнуть Верховного Главнокомандующего, чтобы занять его место, хотя постепенно сменил своё отношение к нему. Полноватый и невысокий, как и его брат, колонок с темно-коричневой шерстью (но всё же повыше жителей Цветочного Холма). Хитер и коварен, но осторожен и осмотрителен, правда из малодушия, и ради своей цели готов льстить и угождать. Сам по себе Комынджокчеби также является неистощимым источником коварных планов. После неудачи в уничтожении радиостанции завербовал Манкхо, сместил его лапами Верховного и занял при нём высокий пост, а после его смерти на базе «Осётр» вновь умудрился остаться в живых, указывая на неспособность Главнокомандующего управлять верными Манкхо солдатами, и предложил ему план по захвату Цветочного Холма. Но вскоре Комынджокчеби оказался недоволен тем, что Верховный решил принять план Кымсэги, а не его, после чего решился в очередной раз убить разведчика. После покушения встречен Главнокомандующим в его резиденции и получил миссию атаковать Цветочный Холм с помощью роботов типа «Осётр». Однако ему помешали Чульдарами, Косымдочхи и Мурори. Несмотря на очередную неудачу, Комынджокчеби наконец-то разоблачил Чульдарами перед Главнокомандующим и был назначен Начальником Штаба. Однако пробыл колонок на этом посту не долго и в ходе решающей битвы был расстрелян Чульдарами, Мурори и Косымдочхи. Его имя в переводе с корейского означает «чёрный колоно́к».
  - В Brave Soldiers имеет имя Промо (Promo).
- Манкхо (망코) — колонок, отличительной чертой которого является огромный нос. Впервые появился в 4 серии, где был командиром разведки и командовал мышами в горах, но встретил сопротивление в лице солдат Цветочного Холма. Был «спасён» Кымсэги и Чульдарами, которые хотели втереться ему в доверие. В той же серии, вместе с Экку и Начальником Штаба, поклялся избавиться от Главнокомандующего. Следующее своё появление сделал в 11 серии, во время посвящения Кымсэги в спецадъютанты, как новый командир спецкорпуса, из-за чего могло показаться, что он отвернулся от Начальника Штаба. С 17 серии стал носить камуфляжную форму грязного цвета и тёмные очки, из-за которых не видно глаз, а также стал командиром Крабьего Острова, откуда командовал переброской бомб в сторону Цветочного Холма. Там же приобрёл тёмно-серый окрас шерсти и розовый цвет носа, но это была ошибка аниматоров и художников. В первых эпизодах его нос был значительно меньше, таким же как у любого колонка. В 21 серии Комынджокчеби уговорил Манкхо свергнуть Главнокомандующего, после чего последний занял пост командира, в той же серии получил обратно свои первоначальные цвета. Однако, пробыл он на посту командира не долго и был убит на базе «Осётр» Главнокомандующим. Его имя в переводе с корейского означает «большой нос».
  - В Brave Soldiers имеет имя Вампо (Vampo);
  - Также появился в 3-4 серии с именем Коул (Coul).

##### Вороны
В стане врага также присутствуют вороны, которые выполняют роль воздушных солдат и антиподов уток. Вороны способны маскироваться под камни и статуи, благодаря чему могут создавать элемент неожиданности, не говоря уже о живых мостах, аналогично уткам. Также вороны достаточно сильны, чтобы переносить колонков с места на место, не говоря уже о животных поменьше. Однако, в отличие от уток, вороны менее манёвренные и первые часто маскировались под ворон (яркий пример Мурори). В поздних эпизодах появлялись редко, а после поражения Верховного Главнокомандующего все до последнего вороны были физически уничтожены. Также, в первых сериях Brave Soldiers назывались сороками, но с 5 всё вернулось на круги своя. Но на этом всё не заканчивается и в адаптации вороны, в большинстве своём, не говорят, а клокочут.
- Тэмориый (대머리의) — единственный ворон, у кого известно имя и отличительной чертой которого является его лысина розового цвета на голове. Своё первое и последнее появление сделал в 18 серии, где по приказу Комынджокчеби, направлен вместе с ещё двумя воронами, с целью найти Мульманчхо, Вегвипхари и Чульдарами. Впоследствии вступает в конфликт со спецотрядом Главнокомандующего и происходит перестрелка (по вине Чульдарами). Был убит вместе с выжившим вороном и колонками спецотряда огнём с угнанного разведчиками Цветочного Холма вертолёта колонков. Его имя в переводе с корейского значит «плешивый».

#### Армияволков
Главные антагонисты второго сезона сериала, появившиеся после поражения армии Главнокомандующего. Кроме волков (антипод колонков и ежей) в их армию входят крокодилы (антипод ворон и уток) и лисицы (антипод мышей и бурундуков), а также остатки армии мышей, хоть всех их, по сравнению с волками, и немного. Все волки обладают высоким ростом (на голову выше колонков) и недюжинной физической силой. Они намного опаснее колонков, но, как ни странно, такие же несообразительные, как и свои предшественники. Более того, в их распоряжении имеется немалая технологическая мощь, превосходящая технику армий мышей и колонко́в.
- Сынняни (승냥이대장; Красный волк/Доул, также Командир Волк) — волк, командир армии волков. Его военная униформа напоминает американскую периода 50-х годов XX века. Также он носит при себе трость, наконечник которой напоминает моргенштерн, и на которую иногда опирается при ходьбе. По характеру такой же, как и Верховный, но в отличие от последнего, более хладнокровный, прозорливый, а также беспощадный как к врагам, так и к союзникам, да и не слишком много говорит. Сынняни довольно гневливый и, несмотря на своё хладнокровие и все попытки быть спокойным, легко выходит из себя (особенно в случае неудач). Любит быструю езду. Несмотря на своё имя, является обыкновенным волком. Среди фанатов мультсериала известен как Кхотхо (커터),что в переводе с корейского означает «резак» или «дьявол». Озвучивает Ким Ён Чхоль (с 31 серии).
- Лейтенант Ёу (여우장교; Лиса) — лисица, лейтенант армии волков, заместитель Командира Сынняни и его правая рука. Каков хозяин, такова и подчинённая, но в отличие от своего начальника, более сдержанная, манерная и жеманная. В фанатской среде известна как Лейтенант Фокс Виксен (Lt. Fox Vixen) или просто Фокс. Озвучивает Рим Ын Ён.
- Аго (악어; Крокодил) — по умолчанию острорылый, офицер Командира Волка. Появляется только в 27 серии.

## Список серий

### Оригинал
| №  | Название                                                                                   | Премьера              |
| -- | ------------------------------------------------------------------------------------------ | --------------------- |
| 1  | Урок для бурундука «Тарамига чхаджын кёхун» (다람이가 찾은 교훈)                           | 1977 год              |
| 2  | В логове колонков «Чокчебине согуресо» (족제비네 소굴에서)                                 | 1979 год              |
| 3  | Контратака бурундуков «Тарамие поксуджон» (다람이의 복수전)                                | 1981 год              |
| 4  | Разведчик Кымсэги «Чончхальбён Кымсэктарами» (정찰병 금색다람이)                           | 1983 год              |
| 5  | Война не меняется «Ккыннаджи анын ссаум» (끝나지 않은 싸움)                                | 28 февраля 1997 года  |
| 6  | Радиограмма от Кымсэги «Кымсэгига наллин чонпха» (금색이가 날린 전파)                      | 29 сентября 1997 года |
| 7  | Тайна паучьей пещеры «Токкомигуре пимиль» (독거미굴의 비밀)                                | 13 декабря 1997 года  |
| 8  | Посланник на Скалистой горе «Тольсаныро нараган тхыкса» (돌산으로 날아간 특사)             | 21 марта 1998 года    |
| 9  | Подвиг Косымдочхи «Косымдочхие вихун» (고슴도치의 위훈)                                    | 12 июня 1998 года     |
| 10 | Решающий бой на Скалистой горе «Тольсанесое кёльджон» (돌산에서의 결전)                    | 1 сентября 1998 года  |
| 11 | Чёрный ключ «Комын йольсве» (검은 열쇠)                                                    | 30 октября 1998 года  |
| 12 | Опасный противник «Вихомхан чоксу» (위험한 적수)                                           | 23 декабря 1998 года  |
| 13 | Секретный документ «Пимиль-мунгон» (비밀문건)                                              | 2 февраля 1999 года   |
| 14 | Мгновение в тылу врага «Чокхуесое хансунган» (적후에서의 한순간)                           | 9 июня 1999 года      |
| 15 | Операция «Белый снег» «Хиннун-чокчон» (흰눈작전)                                           | 3 июля 1999 года      |
| 16 | Операция «Белый снег» продолжается «Хиннун-чокчонын кесок твенда» (흰눈작전은 계속 된다)   | 18 сентября 1999 года |
| 17 | «Ландыш» сообщает «„Панульккот“-ын погоханда» (방울꽃은 보고한다)                          | 20 сентября 2000 года |
| 18 | Сквозь волны «Пхадорыль хечхиго» (파도를 헤치고)                                           | 30 ноября 2000 года   |
| 19 | Страшный заговор «Мусоун ыммо» (무서운 음모)                                               | 1 апреля 2001 года    |
| 20 | Взрыв в ночном небе «Памханыре уллин пхогым» (밤하늘에 울린 폭음)                          | 25 ноября 2001 года   |
| 21 | Враги живы «Вонсунын сараитта» (원수는 살아있다)                                           | 25 июня 2002 года     |
| 22 | В поисках драгоценного ожерелья «Посон-моккорирыль чхаджасо» (보석목걸이를 찾아서)         | 24 декабря 2002 года  |
| 23 | На базе «Осётр» «Чхольгапсано киджиесо» (철갑상어 기지에서)                                | 3 мая 2003 года       |
| 24 | Навстречу опасности «Вихомыль матпада» (위험을 맞받아)                                     | 10 июля 2003 года     |
| 25 | Операция «Гром» «"Пёрак"-чакчон» (벼락작전)                                                | 28 ноября 2004 года   |
| 26 | «Ландыш» в пожаре «Пульгильсоге Панульккот» (불길속의 방울꽃)                              | 2 января 2005 года    |
| 27 | Операция «Петля» «„Ольгами“-чакчон» (《올가미》작전)                                       | 27 декабря 2006 года  |
| 28 | Секретный документ доктора Тудоджи «Тудоджи-паксае пимиль-мунгон» (두더지 박사의 비밀문건) | 1 января 2008 года    |
| 29 | В логове белого колонка «Хин чокчеби согуресо» (흰 족제비 소굴에서)                        | 25 августа 2008 года  |
| 30 | Врагу вопреки «Вонсурыль матпада» (원수를 맞받아)                                          | 17 октября 2010 года  |
| 31 | В логове волков «Сынняни согуреро» (승냥이 소굴에로)                                       | 17 февраля 2011 года  |
| 32 | Беспощадные злодеи «Вонсунын канакхада» (원수는 간악하다)                                  | 6 июня 2012 года      |

### Адаптация
| №  | Название                                          | Серия, взятая за основу            | Помимо взятой за основу                                                        |
| -- | ------------------------------------------------- | ---------------------------------- | ------------------------------------------------------------------------------ |
| 1  | Долина Лотоса «The Valley of Lotus»               | Урок для бурундука                 | В логове колонков (до 2:48 оригинала)                                          |
| 2  | Шпионы «The Spies»                                | В логове колонков                  | Контратака бурундуков (до 1:42)                                                |
| 3  | Первая битва «The First Battle»                   | Контратака бурундуков              | Разведчик Кымсэги (до 4:35)                                                    |
| 4  | Последняя надежда «The Last Hope»                 | Разведчик Кымсэги                  | Нет, но по сравнению с оригиналом начинается с 4:35, а заканчивается на 24:27  |
| 5  | Несколько лет спустя «Few Year Later»             | Неоконченная война                 | Разведчик Кымсэги (с 24:18; то что осталось от оригинала)                      |
| 6  | Двойник «The Double»                              | Радиограмма от Кымсэги             | Неоконченная война (с 18:36; то, что осталось) Секрет Паучьей пещеры (до 2:31) |
| 7  | Ловушка для Джинио «A Trap for Ginio»             | Секрет Паучьей пещеры              | Посланник на Скалистой горе (до 3:35)                                          |
| 8  | Новое оружие «A New Weapon»                       | Посланник на Скалистой Горе        | Подвиг Ежа (до 4:30)                                                           |
| 9  | Отвага Родии «The Courage of Rodea»               | Подвиг Ежа                         | Решающий бой на Скалистой горе (до 5:44)                                       |
| 10 | Продвижение на службе «The Promotion»             | Решающий бой на Скалистой горе     | Чёрный ключ (до 6:36)                                                          |
| 11 | Ключ «The Key»                                    | Чёрный ключ                        | Опасный противник (до 7:24)                                                    |
| 12 | Осенние каникулы «Fall Holidays»                  | Опасный противник                  | Секретный документ (до 8:26)                                                   |
| 13 | Встреча «The Meeting»                             | Секретный документ                 | Мгновение в тылу врага (до 9:26)                                               |
| 14 | Самба «Samba»                                     | Мгновение в тылу врага             | Операция «Белый снег» (до 11:44)                                               |
| 15 | Магия «Magic»                                     | Операция «Белый снег»              | Операция «Белый снег» продолжается (до 13:05)                                  |
| 16 | Приманка «The Bait»                               | Операция «Белый снег» продолжается | «Ландыш» сообщает (до 14:01)                                                   |
| 17 | Решающее оружие «The Decisive Weapon»             | «Ландыш» сообщает                  | Сквозь волны (до 10:15)                                                        |
| 18 | Рея/Наказание Часть I «The Rey»                   | Сквозь волны                       | Страшный заговор (до 10:30)                                                    |
| 19 | Рея/Наказание Часть II «The Rey II»               | Страшный заговор                   | Взрыв в ночном небе (до 11:53)                                                 |
| 20 | Подлость Малагато «Malagato's Trick»              | Взрыв в ночном небе                | Враги живы (до 12:16)                                                          |
| 21 | Государственный переворот «Coup D'etat»           | Враги живы                         | В поисках драгоценного ожерелья (до 8:19)                                      |
| 22 | Оружие Малагато «The Weapon of Malagato»          | В поисках драгоценного ожерелья    | На базе «Осётр» (до 7:39)                                                      |
| 23 | На дне океана «At the bottom of the sea»          | На базе «Осётр»                    | Навстречу опасности (до 7:14)                                                  |
| 24 | Подготовка атаки «Preparing the Attack»           | Навстречу опасности                | Операция «Гром» (до 7:01)                                                      |
| 25 | Разоблачение «The Discovery»                      | Операция «Гром»                    | «Ландыш» в огне (до 5:43)                                                      |
| 26 | Альянс или Гатоландия «The Aliance or Gatolandia» | «Ландыш» в огне                    | Нет, но по сравнению с оригиналом начинается с 5:38 по 25:49.                  |

## Критика

### Оригинал
Среди зарубежных критиков есть предположения, что обитатели Цветочного Холма олицетворяют собой КНДР, медведи — СССР, мыши — Южную Корею, колонки́ — Японию, а волки — США и другие страны Запада. Но в самом сериале эта аллегорическая интерпретация не раскрывается. Даже в коллективе Корейской студии мультипликационных фильмов имени 26 апреля заявили, что подобные интерпретации не соответствуют действительности. Они неоднократно подчёркивали, что мультфильм был создан для воспитания в детях чувств любви, дружбы и патриотизма. Однако частью коллектива студии всё-таки было упомянуто, что мыши, колонки и волки олицетворяют империалистов. Между тем, консервативное южнокорейское СМИ «Чосон ильбо» раскритиковало шоу за то, что оно является очень жестокой, прямолинейной и откровенно аллегорической пропагандой.
Корейская студия мультипликационных фильмов имени 26 апреля, снявшая сериал, также выпустила ряд самостоятельных короткометражных мультфильмов с забавными зверьками. Некоторые из них являются персонажами большого сериала под названием «Умный енот». В отличие от «Бурундука и Ёжика», они направлены прежде всего на образование в области безопасности дорожного движения, науки, спорта, летних добровольческих работ и так далее.

### Адаптация
Brave Soldiers ругают даже больше оригинала, хотя бы по той причине, что он получился одновременно некачественным и странным. По каким-то необъяснимым причинам многие детали, начиная от имён персонажей и заканчивая самим сюжетом, были изменены до неузнаваемости, не говоря уже о том, что были вырезаны некоторые кадры. Добавлено большое количество дикторских, промежуточных реплик, которые объясняют зрителю происходящее, иногда даже в ущерб песням или мыслям/словам персонажей. Оригинальная музыка была заменена на синтезаторные звуки: там, где должна была играть спокойная музыка, играет тревожная мелодия. Там, где по сюжету тишина — музыка не к месту. Там, где, напротив, музыка должна передавать напряжение, саундтрек спокойный и весёлый.